# Меланезийская Миссия
Меланезийская миссия — англиканская миссионерская организация, поддерживающая работу местных англиканских церквей в Меланезии. Она была основана в 1849 году Джорджом Селвином, первым епископом Новой Зеландии.

## История
Видение епископа Селвина было сосредоточено на Новой Зеландии. В декабре 1847 года он начал серию путешествий к островам Тихого океана, которые были включены в его епархию из-за канцелярской ошибки в его патентном письме. Его зону ответственности следовало определить как находящееся между 34 и 50 градусами южной широты. Клерк установил границы между 34-м градусом «северной» широты и 50-м градусом южной широты, включая острова к северу от Новой Зеландии. Во время своего назначения Селвин знал об этой канцелярской ошибке, но решил не указывать на нее.
Его письма и дневники об этих путешествиях по Меланезии представляют читателю яркую картину его разносторонности, отваги и энергии. В 1849 году он сформировал Меланезийскую миссию для работы в Западной части Тихого океана.
«Ундина», небольшая 21-тонная шхуна, обслуживала миссию с 1849 по 1857 год. В 1854 году Селвин заказал строительство 100-тонной шхуны «Южный крест» для обслуживания миссии и нанял Джона Колриджа Паттесона, чтобы возглавить миссию. Его путешествия и административная работа привели в 1861 году к посвящению Паттесона в качестве первого епископа Меланезии.
В 1867 году Миссия основала колледж Святого Варнавы на острове Норфолк как церковь и учебный центр для миссионеров. Меланезийская миссия создала административный центр на острове Мота на островах Банкс (ныне часть Вануату), и язык мота стал lingua franca миссии.